# Teen Titans Go! vs. Teen Titans
Pour plus de détails, voir Fiche technique et Distribution.
Teen Titans Go! vs. Teen Titans est un film de super-héros animé sortie directement en vidéo, et un crossover entre la série télévisée Teen Titans Go! et la série télévisée Teen Titans, toutes deux adaptées de l'équipe de super-héros DC Comics du même nom. Warner Bros. a annoncé qu'un crossover mettant en vedette les Jeunes Titans des deux séries était en préparation.  Le film a été créé au San Diego Comic-Con le 21 juillet 2019, suivi d'une sortie numérique le 24 septembre 2019, puis d'une sortie sur DVD et Blu-ray le 15 octobre 2019.  Les événements du film se déroulent lors de la cinquième saison de Teen Titans Go! et la quatrième saison de Teen Titans. Le film a été présenté en première à la télévision sur Cartoon Network le 17 février 2020.

## Synopsis
Le film débute avec les Jeunes Titans de l'univers Go! luttant contre le Gentleman Fantôme alors qu'il tente de dévaliser une banque. Il parvient à posséder Robin puis Starfire, mais en tentant le même tour sur Raven, il fissure involontairement sa gemme, ce qui libère une partie de son pouvoir démoniaque intérieur et entraîne sa défaite. Trigon révèle que la moitié démoniaque de Raven  prend lentement le dessus sur elle et propose de l'enlever, mais elle refuse de le lui donner.
Soudain, les Titans sont enlevés par le Maître du Jeu, un être qui explore le multivers avec son Mondoglobe (un dispositif qui permet de passer d'un univers à l'autre) pour trouver les meilleures versions de héros particuliers. Il oppose les Titans de 2013 aux Titans animés originaux de 2003, qui acceptent de se battre après que le Maître du Jeu menace de détruire leurs Terres. Le Robin et Le Cyborg de 2003 parviennent à éliminer tous les Titans de 2013 à l'exception de Raven. Elle est contrainte de libérer son pouvoir démoniaque contre La Raven de 2003, qui la fait sortir quand elle réalise que le Maître du Jeu siphonne son énergie démoniaque. Ce dernier se révèle alors être le Trigon de 2013, qui utilise l'énergie de Raven pour ressusciter le Trigon de 2003. Les deux Trigons kidnappent les Raven et s'échappent vers la Terre de 2003 pour finir d'absorber les pouvoirs de la Raven de 2013 afin qu'ils puissent conquérir le multivers.
Les deux équipes de Titans conviennent de travailler ensemble pour arrêter les Trigons et sauver leurs Raven. Le Robin de 2003 en déduit que les Trigons utilisent un Mondoglobe de leur Terre pour voyager entre les dimensions, ils ont donc besoin d'un Mondoglobe de la dimension 2013, dont les Titans 2013 réalisent qu'il appartient au Père Noël. Les deux équipes combattent le Père Noël et Mme Claus et s'échappent en utilisant l'appareil pour voyager entre les dimensions et finalement se rendre sur la Terre de 2003 juste après que le Trigon de 2003 absorbe complètement les pouvoirs de la Raven de 2013. Exaspéré des insultes de son homologue, le Trigon de 2013 avale le Trigon de 2003 et se transforme en un nouvel être puissant nommé Hexagon.
Pour combattre cette nouvelle menace, le Robin de 2003 utilise son Mondoglobe pour invoquer des équipes de Titans à travers le multivers pour former les «Jeunes Titans des Terres Infinies», mais en vain. La Raven de 2013 égalise les chances en absorbant tous ses homologues et se transforme en un dragon connu sous le nom de "La Nuée". Les Titans détruisent le Mondoglobe de Trigon et aident Raven à récupérer ses pouvoirs, ce qui envoie le Trigon de 2003 dans les limbes tandis que le Robin de 2013 utilise leur Mondoglobe pour expédier le Trigon de 2013 dans une dimension zombie.
Après que la Raven de 2013 ait accepté sa moitié démoniaque, tous les Titans sont renvoyés chez eux dans leurs dimensions respectives. À leur retour sur Terre, les Titans de 2013 expriment leur soulagement de ne pas avoir à subir un autre croisement menaçant le multivers pendant au moins une autre année. Juste à ce moment-là, ils sont attaqués par Darkseid, mais refusent de le combattre par épuisement.
Dans une scène post-générique, les Titans de 2013 se détendent à leur quartier général, ignorant l'attaque de Darkseid sur Jump City.

## Fiche technique
genre : animation

## Doublage
- Mathias Kozlowski : Robin
- Karine Foviau: Raven
- Laëtitia Godes : Starfire
- Daniel Lobé : Cyborg
- Hervé Grull : Changelin
- Donald Reignoux : Nightwing alternatif

## Réception critique
Les critiques ont été largement positives.